# 小行星1025
小行星1025（1025 Riema）是一颗围绕太阳公转的小行星。
該小行星以德國天文學家約翰內斯·里姆（Johannes Riem）命名。

## 参数
这颗小行星的绝对星等为12.55等，自转周期为3.581小时。